# البصلة الزجاجية (أغنية)

البصلة الزجاجية (بالإنجليزية: Glass Onion) أغنية لفريق الروك البريطاني البيتلز صدرت عام 1968  ضمن ألبوم «البيتلز The Beatles» أو كما اعتاد الجميع على تسميته «الألبوم الأبيض The White album»، كتب الأغنية جون لينون، بينما تنسب إلى (لينون ومكارتني). البصلة الزجاجية هو اصطلاح بريطاني دارج للنظارة ذات العين الواحدة (مونوكل).

## طاقم العزف والتسجيل
جون لينون: غناء - جيتار صوتي (أكوستك)
بول مكارتني: جيتار باس - بيانو - مسجل
جورج هاريسون: جيتار رئيسي
رينغو ستار: طبول ودف
هنري داتينر - إريك بوي - نورمان ليدرمان - رونالد توماس: آلات الكمان
جون أندروود - كيث كامينغز: فيولا
إلدون فوكس - ريجينالد كيلبي: التشيلو 

## خلفية الأغنية
كتب لينون الأغنية لإرباك الأشخاص الذين «يقرؤون» أغاني البيتلز، باحثين عن معنى خفي، مما أزعجه. تهدف الكلمات إلى إرباك المستمع، ومع وضع هذا في الاعتبار، تشير معظم السطور إلى أغاني البيتلز السابقة، بما في ذلك «حقول الفراولة للأبد Strawberry Fields Forever» و«أنا فرس البحرI Am the Walrus» و«السيدة مادونا Lady Madonna» و«الغبي على التل The Fool on the Hill» و «إصلاح حفرة Fixing a Hole». تشير الأغنية أيضًا إلى «كاست ايرون شور Cast Iron Shore» وهي منطقة ساحلية في جنوب ليفربول معروفة للسكان المحليين باسم «القازي». رفض لينون أي معنى عميق للكلمات الغامضة قائلاً: «كتبت الجملة التالية.. فرس البحر كان بول.. لإرباك الجميع أكثر قليلاً، كان من الممكن أن أكتب.. جحر الثعلب كان بول.. أعني، إنها مجرد بعضاً من الشعر». كان الاسم «البصلة الزجاجية» هو اقتراح جون لينون لفريق على وشك التكوين وأصبح هذا الفريق عام 1968، فريق «باد فنجر».
كان ستيفن بايلي، في عام 1967، طالباً يدرس في مدرسة كواري بانك القديمة في ليفربول، وهي المدرسة التي درس فيها جون لينون من قبل. أرسل ستيفن بايلي إلى لينون ليخبره أن مدرسًا كان يحضر الفصل لتحليل أغاني البيتلز، وطلب الشاب من جون أن يشرح طريقته في تأليف الأغاني التي كتبها. كتب له لينون قائلاً: «كانت كل كتاباتي... دائمًا للضحك أو المتعة أو أيًا كان ما تسميه (أفعل ذلك من أجلي أولاً.. وما يعتقده الناس بعد ذلك مصرح به)، فما أكتبه ليس صالح بالضرورة لكي يتوافق مع أفكاري حول موضوع الأغنية، حسنًا؟ هذا ينطبق على» إبداعات«أي شخص، في الفن، والشعر، والأغنية، وما إلى ذلك - يحتاج اللغز والتحليلات حول جميع أشكال الفن إلى التحطيم على أي حال».  
كتبت مجلة موجو: «سجل فريق البيتلز أغنية «البصلة الزجاجية» 34 مرة يوم الأربعاء 11 سبتمبر 1968، ثم عاد الفريق في اليوم التالي لإضافة صوت لينون على صوته المسجل آنفاً، ومرة أخرى يوم الجمعة ويوم الاثنين التالي لمزيد من التكرار، وفي العاشر من أكتوبر، أضاف جورج مارتن، بعد عودته من عطلته، عزف وتريات وإضافتها».

## كلمات الأغنية
أخبرتك عن حقول الفراولة I told you about strawberry fields
أنت تعرف المكان الذي لا يوجد فيه شيء حقيقي You know the place where nothing is real
حسنًا، هناك مكان آخر يمكنك الذهاب إليه Well here's another place you can go
حيث يتدفق كل شيء Where everything flows.
النظر من خلال زهور الأقحوان المنحنية Looking through the bent-backed tulips
لنرى كيف يعيش النصف الآخر To see how the other half live
ناظرين من خلال البصلة الزجاجية Looking through a glass onion
أخبرتك عني وعن فرس البحر، يا رجل I told you about the walrus and me, man
أنت تعلم أننا كنا أقرب ما نكون لبعض، يا رجل You know we're as close as can be, man
حسنًا، هذا دليل آخر لكم جميعًا Well here's another clue for you all
لقد كان فرس البحر هو بول The walrus was Paul
واقفين على شاطئ الحديد الزهر، أجل Standing on the cast iron shore, yeah
السيدة مادونا تحاول تغطية نفقاتهم، أجل Lady Madonna trying to make ends meet, yeah
ناظرين من خلال البصلة الزجاجية Looking through the glass onion
أوه نعم، أوه نعم، أوه نعم Oh yeah, oh yeah, oh yeah
ناظرين من خلال البصلة الزجاجية Looking through the glass onion
أخبرتك عن الأحمق على التل I told you about the fool on the hill
أقول لك يا رجل أنه لا يزال يعيش هناك I tell you man he's living there still
حسنًا، هناك مكان آخر يمكنك أن تكون فيه Well here's another place you can be
استمع لي Listen to me
إصلاح ثقب في المحيط Fixing a hole in the ocean
محاولة صنع مفصل حمامة، نعم Trying to make a dove-tail joint, yeah
ناظرين من خلال البصلة الزجاجية Looking through a glass onion

## توابع واستقبال الأغنية
على الرغم من أن الأغنية تم كتابتها في عام 1968، إلا أن لينون ادعى لاحقًا أنه كتب "فرس البحر كان بول the Walrus was Paul" لأنه كان ينوي مغادرة فريق البيتلز قائلاً: "حسنًا، كانت تلك مزحة، لقد وضعت هذه الكلمات جزئيًا لأنني كنت أشعر بالذنب لأنني كنت مع يوكو وكنت سأغادر بول. كنت أحاول.. لا أعرف، لعلها طريقة منحرفة للغاية للقول لبول في هذا المقطع "خذ أنت هذا الفتات.. هذا الوهم.. هذه السكتة الدماغية، وأنا آخذ يوكو، لأنني سأرحل". (وردت هذه المعلومات في آخر مقابلة طويلة مع جون لينون ويوكو أونو، وكانت تحت عنوان "كل ما نقوله" أجراها ديفيد شيف، المؤلف الأكثر مبيعًا في نيويورك تايمز، والتي تضمنت مقدمة جديدة في الذكرى الأربعين لوفاة لينون).
كشف مكارتني أيضًا أنه أثناء تصوير فيلم «جولة سحرية غامضة» عام 1967 هو الذي كان يرتدي زي فرس البحر لأداء الأغنية. لقد قيل أنه على الرغم من أنه كان مخصصًا للينون، إلا أن الزي كان مناسبًا بشكل أفضل لمكارتني.
بالإضافة إلى الإشارات الكثيرة في الأغنية إلى أغاني البيتلز السابقة، قام لينون أيضًا بإدراج عدد من الصور الجديدة للمساعدة في صنع المزيد من الأساطير. كانت هذه زهور الأقحوان المنحنية، والشاطئ المصنوع من الحديد الزهر، ومفصل ذيل الحمامة والبصل الزجاجي للعنوان. احتفظ لينون بإعجابه لعبارة «البصلة الزجاجية»، والتي كان لها دلالات مناسبة لكل من الشفافية والطبقات المتعددة.
كتب موقع «تاريخ موسيقى البيتلز»: «هل يمكن لأغنية «البصلة الزجاجية» أن تكشف ما هو ضروري لملء بعض الثغرات المفقودة؟ عند الاستماع إلى الأغنية، من الواضح أن جون لينون أرادك أن تعتقد أنهم فعلوا ذلك. كانت الأغنية من بين عدد كبير من الأغاني التي كتبها جون خلال زيارتهم في ربيع عام 1968 إلى ريشيكيش، بالهند لدراسة التأمل التجاوزي مع مهاريشي».
أوضح بول مكارتني في مقابلة عام 2001، كيف أدار جون هذا الأغنية ودفع بها لبول قبل تسجيل الأغنية: «أردت أن أشجعه على الاحتفاظ بأسطر في أغانيه لا يعتقد أنها جيدة جدًا، وأقول له:» لا، هذا سطر رائع حقًا... «كانت هناك أغنية «البصلة الزجاجية» وكان لديه سطر يقول،» هذا دليل آخر لكم جميعًا، فرس البحر كان بول«، وأراد الاحتفاظ بها لكنه احتاج إلى التحقق من ذلك معي، وسألني:» ما رأيك في هذا السطر«وقلت:» إنه سطر رائع«... كما تعلم، إنها محاكاة ساخرة للطريقة التي كان الجميع يقرأ بها دائمًا أغانينا. قلت لجون:» ها أنت ذا، كما تعلم، لقد أعطيتهم دليلًا آخر ليتبعوه«، لذلك كنا نتحقق من الأشياء مع بعضنا البعض ومن الواضح أنه كان من السهل جدًا لكتابتنا أن كنا نتمكن من القيام بذلك».  
كتب مارك أوستين أستاذ اللغة الإنجليزية ومدير مركز العلوم الإنسانية بجامعة لويولا بولاية ماريلاند على موقع جامعة متشيجان press.umich.edu ضمن المجلد الأكاديمي الأول المخصص لألبوم فريق البيتلز الأبيض، لكي يلقي ضوءًا جديدًا، وتقديرًا جديدًا، على التسجيل الأكثر مبيعًا للفريق، حيث كتب: "ينظر دائماً لألبوم البيتلز الأبيض عام 1968 على أنها شذوذ في أعمال الفريق. وجد الكثيرون أنه غير متسق ومترامي الأطراف ومتسامح مع نفسه. إن فريق البيتلز من خلال «البصلة الزجاجية» يقدم أول مجلد علمي على الإطلاق لاستكشاف هذا التسجيل الأساسي بشكل مطول، حيث يجمع بين مساهمات بعض أبرز علماء كتابة موسيقى الروك اليوم. إنه يمثل إعادة النظر في هذا التسجيل الأيقوني ولكن الذي لم يحظ بالتقدير ويؤكد من جديد أهمية الألبوم الأبيض في مسيرة البيتلز وفي تاريخ موسيقى الروك.

## وصلات خارجية
https://www.songfacts.com/facts/the-beatles/glass-onion البصلة الزجاجية (أغنية)
http://www.beatlesebooks.com/glass-onion البصلة الزجاجية (أغنية)
https://www.beatlesbible.com/songs/glass-onion/ البصلة الزجاجية (أغنية)
https://www.the-paulmccartney-project.com/song/glass-onion/ البصلة الزجاجية (أغنية)